# Gunung Cut (Sama Dua)
Gunung Cut is een bestuurslaag in het regentschap Aceh Selatan van de provincie Atjeh, Indonesië. Gunung Cut telt 386 inwoners (volkstelling 2010).